# Wellheim
Wellheim est une commune de Bavière (Allemagne), située dans l'arrondissement d'Eichstätt, dans le district de Haute-Bavière.
Aujourd'hui, une petite rivière, le Schutter traverse le village. La communauté de cette région se compose de cinq villages (Aicha, Hard, Gammersfeld, Biesenhard et Konstein) et compte environ 2 800 habitants. Il n'existe pas d'industrie, mais uniquement des paysages magnifiques.

## Personnalités liées à la ville
- Friedrich Mielke (1921-2018), conservateur mort à Konstein.